# Бакал
Бака́л — місто в Саткинському районі Челябінської області. Населення — 20153 осіб (2015).

## Географія
Місто розташоване на західному схилі Південного Уралу, між хребтами Сулі і Велика Сука́ за 258 км на захід від Челябінська.

## Економіка

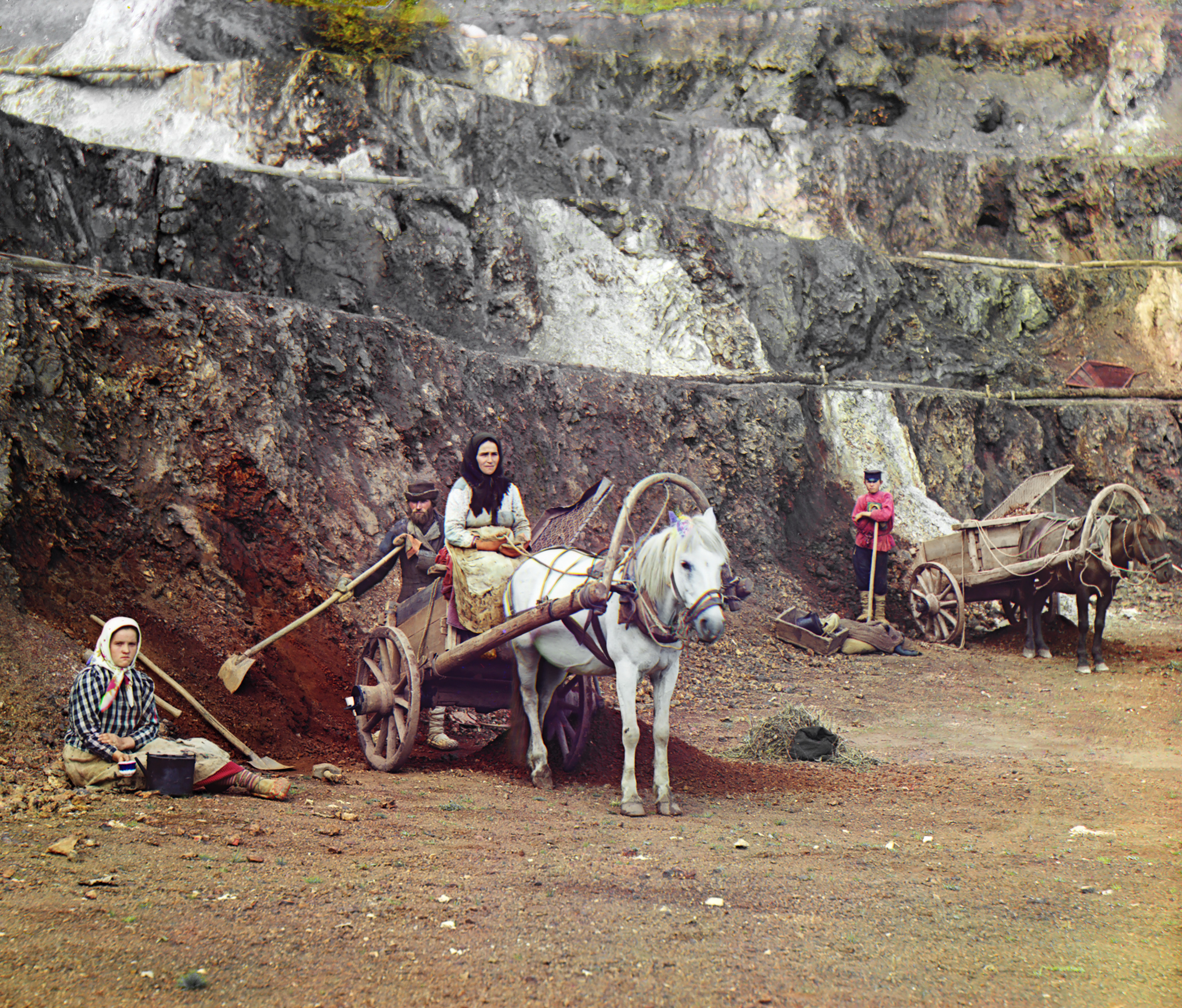
Робітники на Бакальська руднику. Фотографія З. М. Прокудіна-Горського, 1910

У місті ведеться видобуток і збагачення залізної руди (Бакальське рудоуправління). Видобуток ведеться відкритим способом, відбувається поступовий перехід на шахтний метод видобутку. Діє Бакальський завод гірничого обладнання з виробництва запасних частин для екскаваторів ЕКГ-5А, ЕКГ-4.6, ЕКГ-8І, ремонту устаткування гірничозбагачувальних комбінатів. Також функціонує філіал Златоустівської швейної фабрики. Виробництво щебеню.

## Транспорт
До міста підходить залізнична гілка Бердяуш-Бакал. Пасажирського руху немає з 1994 року, приміське скасовано в 2012 році. Діє автостанція. Рейси до Челябінська, Єкатеринбурга, Уфи, Магнітогорська, Сатки, озера Зюраткуль.

## Люди, пов'язані з містом
В поселенні народились:
- Богатирьова Раїса Василівна (нар. 1953) — український політичний і державний діяч.
- Сурганов В'ячеслав Сергійович (нар. 1953) — російський політик.
- Дєдюхіна Ксенія Ігорівна (нар.30.05.1990) - російська спортсменка, багаторазова чемпіонка Росії, Європи та світу з гирьового спорту.